# Kosazke (Kachowka)
Kosazke (ukrainisch Козацьке; russisch Казацкое Kasazkoje) ist eine Siedlung städtischen Typs im Zentrum der ukrainischen Oblast Cherson mit etwa 150 Einwohnern (2024).
Die Siedlung befindet sich auf einer Höhe von 53 m am Unterlauf des Dnepr am rechten Dneprufer an der Regionalstraße P–47 gegenüber der Stadt Nowa Kachowka 10 km südwestlich vom ehemaligen Rajonzentrum Beryslaw und etwa 70 km nordöstlich der Oblasthauptstadt Cherson.
Die Ortschaft wurde 1782 gegründet und nach dem gleichnamigen Dnepr-Flussarm benannt, an dem sie liegt. Kosazke besitzt seit 1960 den Status einer Siedlung städtischen Typs.
Am 12. Juni 2020 wurde die Siedlung ein Teil der Stadtgemeinde Nowa Kachowka; bis dahin bildete es die Siedlungsgemeinde Kosazke (Козацька селищна рада/Kosazka selyschtschna rada) im Süden des Rajons Beryslaw.
Seit dem 17. Juli 2020 ist sie ein Teil des Rajons Kachowka.